# Sylviane Ainardi
Sylviane H. Ainardi (Ugine, 19 dicembre 1947) è una politica francese, membro del Partito Comunista Francese ed europarlamentare dal 1989 al 2004.

## Biografia
Docente di professione, a partire dal 1965 fu impegnata politicamente con il Partito Comunista Francese, di cui fu membro del comitato centrale dal 1976 al 2000. Tra il 1986 e il 1994 fu membro del Consiglio regionale di Midi-Pirenei e del consiglio comunale di Tolosa dal 1989 al 1994. Fu inoltre prima segretaria federale per l'Alta Garonna.
Nella tornata del 1989 venne eletta deputata al Parlamento europeo, venendo poi riconfermata per un secondo mandato nel 1994 e per un terzo mandato nel 1999. Fu membro della commissione per l'agricoltura e della commissione per l'occupazione e gli affari sociali, nonché della commissione per la politica regionale, i trasporti e il turismo. Come europarlamentare aderì ai gruppi Coalizione delle Sinistre, Sinistra Unitaria Europea e La Sinistra al Parlamento europeo.
Fu una sostenitrice della costruzione dell'Airbus A380 nella città di Tolosa, in quella che fu una sfida con la città di Amburgo.
Dopo aver lasciato la politica elettiva, Sylvaine Ainardi fu vicepresidente dell'associazione Innocence en danger, impegnata nella lotta alla pedofilia.

## Opere
- Sylviane Ainardi-Peroz, La petite robe à rayures, Les Éditions du Survenir, 2010.[9]